# Burundi na Letních olympijských hrách 1996
Burundi na Letních olympijských hrách 1996 v americké Atlantě reprezentovalo 7 sportovců.

## Medailisté
| Medaile | Jméno             | Sport    | Disciplína         |
| ------- | ----------------- | -------- | ------------------ |
| Zlato   | Vénuste Niyongabo | Atletika | Muži běh na 5000 m |